# Хофланд, Кевин
Ке́вин Хо́фланд (нидерл. Kevin Hofland; род. 7 июня 1979, Херлен, Лимбург) — нидерландский футболист, защитник; тренер.

## Клубная карьера
В 10 лет Хофланд присоединился к академии ситтардской «Фортуны». Хофланд играл на позициях левого защитника и полузащитника, но в возрасте 16 лет он был передвинут тренером Хенком Дютом на позицию центрального защитника, где провёл всю свою карьеру.
10 сентября 1997 года Хофланд дебютировал за главную команду в матче нидерландского первенства против роттердамской «Спарты».
После трёх сезонов, проведённых в «Фортуне», Хофланд перешёл в ПСВ. В связи с тяжёлой травмой лодыжки в матче Лиги чемпионов против лондонского «Арсенала» и переходом защитника Алекса из «Челси» в ПСВ Хофланд решил уйти из эйндховенского клуба.
Хофланд перешёл в «Вольфсбург», где уже работал Эрик Геретс, тренер, под руководством которого Хофланд играл в ПСВ. Хофланд провёл в «Вольфсбурге» 3 сезона, сыграв за него 76 матчей в Бундеслиге и забив 2 гола.
28 июня 2007 года Хофланд перешёл в «Фейеноорд», подписав контракт на 4 года. В сезоне 2007/08 нидерландец выиграл с клубом Кубок Нидерландов.
В сезоне 2010/11 Хофланд был взят в аренду АЕКом из Ларнаки, где на окончание сезона провёл 25 игр.
По окончании аренды Хофланд перешёл в АЕК и был назначен новым капитаном клуба.

## Карьера в сборной
15 ноября 2000 года Хофланд сыграл первый матч за сборную Нидерландов в товарищеском матче против сборной Испании (1:2). Всего защитник провёл за сборную 7 игр.

## Статистика

### Матчи Хофланда за сборную Нидерландов
| Матчи Хофланда за сборную Нидерландов | Матчи Хофланда за сборную Нидерландов | Матчи Хофланда за сборную Нидерландов | Матчи Хофланда за сборную Нидерландов | Матчи Хофланда за сборную Нидерландов | Матчи Хофланда за сборную Нидерландов |
| ------------------------------------- | ------------------------------------- | ------------------------------------- | ------------------------------------- | ------------------------------------- | ------------------------------------- |
| №                                     | Дата                                  | Соперник                              | Счёт                                  | Голы Хофланда                         | Соревнование                          |
| 1                                     | 15 ноября 2000                        | Испания                               | 2:1                                   | —                                     | Товарищеский матч                     |
| 2                                     | 25 апреля 2001                        | Кипр                                  | 4:0                                   | —                                     | Чемпионат мира 2002 (отбор)           |
| 3                                     | 15 августа 2001                       | Англия                                | 2:0                                   | —                                     | Товарищеский матч                     |
| 4                                     | 1 сентября 2001                       | Ирландия                              | 0:1                                   | —                                     | Чемпионат мира 2002 (отбор)           |
| 5                                     | 5 сентября 2001                       | Эстония                               | 5:0                                   | —                                     | Чемпионат мира 2002 (отбор)           |
| 6                                     | 6 октября 2001                        | Андорра                               | 4:0                                   | —                                     | Чемпионат мира 2002 (отбор)           |
| 7                                     | 18 августа 2004                       | Швеция                                | 2:2                                   | —                                     | Товарищеский матч                     |

Итого: 7 матчей / 0 голов; 5 побед, 1 ничья, 1 поражение.

## Достижения
ПСВ
- Чемпион Нидерландов: 2000/01, 2002/03
- Обладатель Суперкубка Нидерландов: 2000, 2001

«Фейеноорд»
- Обладатель Кубка Нидерландов: 2007/08

## Личная жизнь
Хофланд родился в Херлене, но, переехав, вырос в Брюнсюме.
Хофланд женат на Дженни. Также у футболиста есть 3 сына: Дилан, Милан и Леви.